# Jay Scrubb
Jayden Amari Scrubb, né le 1er septembre 2000 à Louisville dans le Kentucky, est un joueur américain de basket-ball évoluant au poste d'arrière.

## Biographie
Lors de la draft 2020, il est sélectionné en 55e position par les Nets de Brooklyn puis envoyé aux Clippers de Los Angeles. Le 20 novembre 2020, il signe un contrat two-way de deux saisons avec la franchise californienne.
Fin mars 2023, il signe un contrat two-way au Magic d'Orlando. Il est coupé début juin 2023.
En juillet 2023, il signe un contrat two-way en faveur des Celtics de Boston. Il est coupé en octobre 2023.

## Palmarès

### Universitaire
- NABC NJCAA Player of the Year (2020)
- 2× First-team NJCAA DI All-American (2019, 2020)
- GRAC Player of the Year (2020)
- GRAC Freshman of the Year (2019)
- 2× All-GRAC Team (2019, 2020)

## Statistiques

### Universitaires
| Saison    | Équipe             | Matchs | Titul. | Min./m | % Tir | % 3pts | % LF | Rbds/m. | Pass/m. | Int/m. | Ctr/m. | Pts/m. |
| --------- | ------------------ | ------ | ------ | ------ | ----- | ------ | ---- | ------- | ------- | ------ | ------ | ------ |
| 2018-2019 | John A. Logan (en) | 31     | 30     |        | 54,9  | 46,4   | 79,1 | 8,58    | 1,48    | 1,10   | 1,55   | 19,55  |
| 2019-2020 | John A. Logan      | 29     | 25     |        | 50,1  | 33,3   | 72,7 | 6,83    | 2,69    | 1,45   | 0,90   | 21,86  |
| Total     | Total              | 60     | 55     |        | 52,4  | 41,3   | 75,3 | 7,73    | 2,06    | 1,27   | 1,23   | 20,67  |

### Professionnelles

#### Saison régulière
| Saison    | Équipe        | Matchs | Titul. | Min./m | % Tir | % 3pts | % LF  | Rbds/m. | Pass/m. | Int/m. | Ctr/m. | Pts/m. |
| --------- | ------------- | ------ | ------ | ------ | ----- | ------ | ----- | ------- | ------- | ------ | ------ | ------ |
| 2020-2021 | L.A. Clippers | 4      | 1      | 21,0   | 38,9  | 22,2   | 100,0 | 3,50    | 0,25    | 1,00   | 0,00   | 8,75   |
| 2021-2022 | L.A. Clippers | 18     | 0      | 6,7    | 39,1  | 28,6   | 70,0  | 0,89    | 0,44    | 0,22   | 0,17   | 2,72   |
| Total     | Total         | 22     | 1      | 9,3    | 39,0  | 26,7   | 80,0  | 1,36    | 0,41    | 0,36   | 0,14   | 3,82   |

#### Playoffs
| Saison | Équipe        | Matchs | Titul. | Min./m | % Tir | % 3pts | % LF | Rbds/m. | Pass/m. | Int/m. | Ctr/m. | Pts/m. |
| ------ | ------------- | ------ | ------ | ------ | ----- | ------ | ---- | ------- | ------- | ------ | ------ | ------ |
| 2021   | L.A. Clippers | 6      | 0      | 1,3    | 0,0   | 0,0    | 0,0  | 0,17    | 0,00    | 0,00   | 0,00   | 0,00   |
| Total  | Total         | 6      | 0      | 1,3    | 0,0   | 0,0    | 0,0  | 0,17    | 0,00    | 0,00   | 0,00   | 0,00   |